# Dierk Sindermann
Dierk Willi Sindermann (* 19. März 1945 in Bad Grund; † 3. November 2021 in Burbank, Kalifornien) war ein deutscher Journalist, der seit Ende der 1970er Jahre aus Los Angeles über die US-amerikanische Unterhaltungsbranche berichtete.

## Leben
Dierk Willi Sindermann wurde kurz vor Ende des Zweiten Weltkriegs als einziges Kind der Musikerin Irmgard Sindermann und des Buchhalters Willy Sindermann in Bad Grund im Harz (nach anderen Angaben in Herne) geboren. Er wuchs in Herne auf. Bereits in seiner Schulzeit spielte er in einer Rock-’n’-Roll-Band und begann auch bald, als Journalist über Musik und Bands zu schreiben. Von 1965 bis 1970 studierte er Journalismus an der Universität Münster.
Viele Jahre schrieb er über die Automobilindustrie, wobei er viele neue Autos und Motorräder testete. Danach schrieb Sindermann für den Kölner Express, wo er schnell zum stellvertretenden Chefredakteur der Zeitung aufstieg. In den späten 1970er Jahren ließ Sindermann sich mit seiner Frau und seinem Sohn im kalifornischen Los Angeles nieder, wo er für einige Jahre Erfahrungen und Verbindungen in der Hollywood-Filmindustrie sammeln wollte. Die ursprünglich geplante Rückkehr nach Deutschland gab er jedoch bald auf und wurde stattdessen regelmäßiger Korrespondent für mehrere diverse Zeitungen und Zeitschriften in Deutschland, Österreich und der Schweiz, unter anderem den Kölner Express, die Münchner tz, die Wiener Kronenzeitung und die Schweizer Blick.
Mit dem Start des Privatfernsehens in Deutschland vermittelte Sindermann hunderte Hollywood-Talente für Interviews in deutsche Fernsehshows, was branchenintern auch als „Sindermann-Pipeline“ bekannt war. 1986 gründete Sindermann mit dem befreundeten Journalisten Hans J. Spürkel eine Zeitung für die deutsche Gemeinschaft in Kalifornien und Nevada, die Neue Presse. 1990 wurde er Mitglied der Hollywood Foreign Press Association (HFPA), und stimmte in dieser Funktion mit über die Verleihung der Golden Globes ab. In der HFPA wirkte er unter anderem im Verwaltungsrat und in verschiedenen Ausschüssen.
Am 3. November 2021 starb Sindermann im Alter von 76 Jahren im St. Joseph’s Hospital in Burbank an einer wenige Monate zuvor diagnostizierten Krebserkrankung. Er hinterließ seine fünfte Ehefrau Patricia Danaher, mit der er seit dem Jahr 2018 verheiratet war, sowie drei Söhne aus früheren Beziehungen.